# سيغريد وولف
سيغريد وولف (بالألمانية: Sigrid Wolf)‏ هي متزحلقة نمساوية، ولدت في 14 فبراير 1964 في Breitenwang ‏ في النمسا.

## وصلات خارجية
- سيغريد وولف على موقع الاتحاد الدولي للتزلج (التزلج على المنحدرات الثلجية) (الإنجليزية)
- سيغريد وولف على موقع أوليمبيديا (الإنجليزية)